# Athetis ectomelaena
Athetis ectomelaena är en fjärilsart som beskrevs av George Francis Hampson 1916. Athetis ectomelaena ingår i släktet Athetis och familjen nattflyn. Inga underarter finns listade i Catalogue of Life.